# オセイ・ギャン・キング
オセイ・ギャン・キング（Osei Gyan King、1988年12月22日 - )は、ガーナ出身の元サッカー選手。ポジションはミッドフィールダー。フラムが保有権を所持していた。ワークパーミットの関係で、2007-08シーズンからベルギーのジェルミナル・ベールスホットにローン移籍中であった。

## 所属クラブ
- フラムFC 2007

→ ジェルミナル・ベールスホット 2007-2010 (loan)
- ヴァイキングFK 2011-2013
- ハルムスタッズBK 2014-2015